# زائوزیورسک
شهر زائوزیورسک (به روسی: Заозёрск) در کشور روسیه و در اوبلاست مورمانسک واقع شده‌است.